# فرودگاه بین‌المللی لیه‌پاجه
فرودگاه بین‌المللی لیه‌پاجه (به انگلیسی: Liepāja International Airport) یک فرودگاه همگانی با کد یاتا LPX است که یک باند فرود آسفالت و بتن دارد و طول باند آن ۲۰۰۲ متر است. این فرودگاه در کشور لتونی قرار دارد و در ارتفاع ۵ متری از سطح دریا واقع شده است.